# Дипразеодимгептадекажелезо
Дипразеодимгептадекажелезо — бинарное неорганическое соединение
празеодима и железа
с формулой Fe17Pr2,
кристаллы.

## Получение
- Сплавление стехиометрических количеств чистых веществ:

{\displaystyle {\mathsf {2Pr+17Fe\ {\xrightarrow {1108^{o}C}}\ Fe_{17}Pr_{2}}}}

## Физические свойства
Дипразеодимгептадекажелезо образует кристаллы
тригональной сингонии,
пространственная группа R 3m,
параметры ячейки a = 0,8582 нм, c = 1,2462 нм, Z = 3,
структура типа диторийгептадекацинка Zn17Th2
.
Соединение образуется по перитектической реакции при температуре 1108°C.